# Гаррі Сілі
Гаррі Говер Сілі (Harry Govier Seeley; 18 лютого 1839 — 8 січня 1909) — британський палеонтолог.

## Раннє життя
Сілі народився в Лондоні 18 лютого 1839 року. Був другим сином золотаря Річарда Говілла Сілі та його другої дружини Мері Говер. Коли його батька оголосили банкрутом, Сілі відправили жити в сім'ю майстрів піаніно. У віці від одинадцяти до чотирнадцяти років він ходив до денної школи, а потім провів наступні два роки, навчаючись виготовляти піаніно. Він також відвідував лекції Томаса Генрі Гакслі, Едварда Форбса та інших видатних учених у Королівській гірничій школі. У 1855 році за підтримки свого дядька почав вивчати право, але невдовзі кинув його, щоб продовжити кар'єру актуарія. Наприкінці 1850-х років він вивчав англійську мову та математику в Робітничому коледжі та працював секретарем у музеї коледжу. Він також працював у бібліотеці Британського музею, де Семюел Пікворт Вудворд заохотив його вивчати геологію.
У 1859 році Сілі почав навчання в коледжі Сідні Сассекс, Кембридж, і працював асистентом Адама Седжвіка в Вудвардіанському музеї. Він допоміг курувати музейну колекцію скам'янілостей і розпочав польові дослідження місцевої геології. Сілі закінчив коледж Сідні Сассекс у 1863 році та вступив до коледжу Сент-Джонс у 1868 році, але так і не отримав наукового ступеня.
Він відмовився від роботи як у Британському музеї, так і в Геологічній службі Британії, щоб працювати самостійно. Наприкінці своєї кар'єри він прийняв посаду професора геології в Королівському коледжі Кембриджа та Бедфордському коледжі (Лондон) (1876). Пізніше він був лектором геології та фізіології в коледжі Дулвіч і професором геології та мінералогії в Королівському коледжі Лондона (1896—1905).
Він помер у Кенсінгтоні в Лондоні і був похований на кладовищі Бруквуд.

## Особисте життя
У 1872 році він одружився з Елеонорою Джейн, дочкою Вільяма Мітчелла з Бата. Їхня донька Мод вийшла заміж за Артура Сміта Вудворда, FRS.

## Динозаври
Сілі визначив, що динозаври поділяються на дві великі групи, Saurischia і Ornithischia, на основі природи їхніх тазових кісток і суглобів. Він опублікував свої результати в 1888 році з лекції, яку він прочитав попереднього року. Палеонтологи того часу ділили динозаврів по-різному, залежно від будови їхніх ніг і форми зубів. Подділ Сілі витримав випробування часом, хоча згодом було встановлено, що ці птахи походять не від «птахотазових» Ornithischia, а від «ящіроподібних» Saurischia. Він знайшов ці дві групи настільки відмінними, що також виступив за окреме походження: лише у 1980-х нові методи кладистичного аналізу показали, що обидві групи динозаврів насправді мали спільних предків у тріасі. Протягом своєї кар'єри Сілі описав і дав назви численним динозаврам на основі їхніх скам'янілостей.
У своїй книзі про птерозаврів «Повітряні дракони» (Dragons of the Air, 1901) довів, що розвиток птахів і птерозаврів відбувався паралельно. Його переконання в тому, що вони мали спільне походження, було доведено, оскільки обидві групи є архозаврами, але не такими близькими, як він думав. Він заперечував теорію Річарда Оуена щодо птерозаврів як холоднокровних, млявих планерів і визнав їх теплокровними активними літунами.
У червні 1879 року він був обраний членом Лондонського Королівського товариства за роботу над рептиліями та динозаврами, а в 1887 році прочитав Круніанську лекцію.

## Публікації
- The Ornithosauria (1870)
- Factors in Life: Three Lectures on Health, Food, Education (1884)
- Manual of Geology: Theoretical and Practical (1885)
- The Freshwater Fishes Of Europe: A History Of Their Genera, Species, Structure, Habits And Distribution (1886)
- The Story of the Earth in Past Ages (1895)
- Dragons of the air: an account of extinct flying reptiles (1901)